# FIBA EuroCup Challenge
La Eurocopa del Desafío (inglés: FIBA EuroCup Challenge), fue entre 2002 y 2007 la cuarta competición entre clubes de baloncesto más importante del continente. Vencer la competición daba derecho a participar en la siguiente edición de la Eurocopa de la FIBA.

## Formato
La competición se organizaba del siguiente modo:
- Una primera fase, en la que participaban 16 equipos, que se distribuían en cuatro grupos de cuatro cada uno. Se juega en forma de liguilla, de tal modo que todos los participantes encuadrados en un mismo grupo se enfrentan entre sí en dos ocasiones (ida y vuelta). Los dos primeros clasificados de cada uno avanzan a la siguiente fase.
- Unos play offs (eliminatoria directa entre dos equipos) a ida y vuelta de cuartos de final, semifinales y final.

Durante las dos primeras ediciones de la competición, los equipos se agrupaban en conferencias según criterios geográficos y el título se decidía en una final entre cuatro paneuropea que organizaba uno de los clubes clasificados.

## Palmarés

### Clubes
- 1 Título: Aris Salónica (2002-03), Mitteldeutscher (2003-04), Ploiesti (2004-05), Ural Great (2005-06) y Samara (2006-07).

### Entrenadores
- 1 Título: Vangelis Alexandris (2002-03), Henrik Dettmann (2003-04), Mladen Jojić (2004-05), Sharon Drucker (2005-06) y Valeri Tikhonenko (2006-07).

## Historial
| Temporada | Sede             | Campeón                       | Subcampeón               | Resultado      | MVP                   |
| --------- | ---------------- | ----------------------------- | ------------------------ | -------------- | --------------------- |
| 2002-03   | Salónica         | Aris Salónica                 | Prokom Trefl Sopot       | 84-83          |                       |
| 2003-04   | Esmirna          | Mitteldeutscher BC Weißenfels | J.D.A. Dijon             | 84-68          | Marijonas Petravičius |
| 2004-05   | Ploiesti         | CSU Asesoft Ploieşti          | B.C. Lokomotiv de Rostov | 75-74          | Vladimir Kuzmanović   |
| 2005-06   | Yuzhni y Perm    | Ural Great B.C.               | Khimik-OPZ Yuzhny        | 80-67 y 74-80  | Derrick Alston        |
| 2006-07   | Nicosia y Samara | CSK VVS Samara                | Keravnos B.C.            | 85-83 y 101-81 | Nikita Shabalkin      |